# 高句丽与倭的战争
高句丽与倭的战争发生在4世纪末5世纪初。此次战争高句丽击败倭國與百济聯軍，并使新罗、百济成为高句丽的藩属國。

## 历史
391年，高句丽从海上入侵百济。396年高句丽好太王吞并百济众多城池后，直逼百济首都。百济王投降并成为高句丽的藩属。好太王随后挾持百济王子和贵族为人质返國。
399年，百济與倭國结盟以反抗高句丽，並且联合攻打高句丽的藩属－新罗。新罗派特使到高句丽的平壤城请求高句丽好太王援助。由于新罗是高句丽的藩属，好太王决定出兵援助。
400年，高句丽发兵5万援助新罗。高句丽的军队到达新罗首都之际，倭國即撤兵，援助百济的倭軍被高句丽围追到阿罗伽倻后投降。
404年，倭國再次攻打高句丽（到帶方郡舊地），最後被高句丽击败。